# Margarida Blasco
Maria Margarida Blasco Martins Augusto (Castelo Branco, 25 de julio de 1956) es una jueza y política portuguesa. Se desempeñó como ministra de Administración Interna de 2024 a 2025, en el XXIV gobierno constitucional, liderado por Luís Montenegro.

## Biografía
Entre 1987 y 1991 fue jefa de gabinete del secretario de Estado adjunto al Ministro de Justicia. 
Entre 2019 y 2021 fue miembro de la Corte Suprema de Justicia, habiéndose jubilado en 2021. Fue directora general del Servicio de Información de Seguridad, siendo la primera mujer en ocupar el cargo, entre 2004 y 2005 e inspectora general de Administración Interna (IGAI) entre 2012 y 2019. 
El 2 de abril de 2024 fue nombrada ministra de Administración Interna en el Gabinete Montenegro.
A raíz del escándalo político del Caso Spinumviva que implicaba al propio primer ministro portugués, Luís Montenegro, se disolvió la Asamblea y se convocaron nuevas elecciones parlamentarias que la Alianza Democrática volvió a ganar, rehaciendo un nuevo gabinete (XXV gobierno constitucional) en el que la antigua vicepresidenta del Tribunal Constitucional, Maria Lúcia Amaral le sucedería como ministra de Administración Interna.